# مونتسرنهایم
مونتسرنهایم (به آلمانی: Monzernheim) یک شهر در آلمان است که در آلزی-ورمز واقع شده‌است. مونتسرنهایم ۶۴۰ نفر جمعیت دارد.